# Paravilla deserta
Paravilla deserta är en tvåvingeart som beskrevs av Hall 1981. Paravilla deserta ingår i släktet Paravilla och familjen svävflugor. Inga underarter finns listade i Catalogue of Life.